# Кенденбиль, Ростислав Докур-оолович
Ростислав Докур-оолович Кенденбиль (30 мая 1922 — 3 января 1993) — представитель первого поколения тувинских композиторов, один из основоположников национального профессионального композиторского творчества в Республике Тыва; заслуженный работник культуры Тувинской АССР (1964 г.), Народный артист Тувинской АССР (30 мая 1982 г.), член Союза композиторов СССР (с 1973 года), Председатель правления Союза композиторов Тувинской АССР (1985-1988 гг.).

## Биография
Ростислав родился 30 мая 1922 года в местечке Кара-Дыт близ Чадана сумона Хондергей Дзун-Хемчикского кожууна Тувы в семье аратов-скотоводов.
В 1939 году учился в национальном педагогическом факультете трудящихся Востока в Горно-Алтайске.
Работал в театрально-музыкальной студии при музыкально-драматическом театре г. Кызыла, где выступал совмещая должности актёра театра, инструменталиста-аккомпаниатора, артиста театрального оркестра.
в 1954 году Ростислав Кенденбиль вместе с Саая Бюрбе поступил в музыкальное училище при Ленинградской консерватории им. Н. А. Римского-Корсакова в класс композиции С. Я. Вольфензона.
В 1958 году, окончив учёбу в Ленинграде, представил в качестве дипломной работы фрагменты из оперы «Чечен и Белекмаа» (либретто С. А. Сарыг-оола).
Преподавал теорию и сольфеджио в Детской музыкальной школе № 1 города Кызыла. Организовал оркестр национальных инструментов в одной из школ Кызыла, работал в музыкальном училище, позднее — инспектором в Министерстве культуры Тувинской АССР. Был организатором ансамблевого горлового пения в Туве, создателем ансамбля «Сыгырга»(1984).
Умер 3 января 1993 года.

## Награды и звания
- заслуженный работник Тувинской АССР (1964)
- лауреат Государственной премии Тувинской АССР (1967)
- Орден «Знак Почёта» (1976)
- Народный артист Тувинской АССР (1982)

## Сочинения
- первая песня «Сөзүм утпа» («Помни мои слова» на текст Салчака Тамба, 1951)
- «Улуг-Хем» (на стихи Ю. Кюнзегеша, 1952)
- «Сылдыс» («Звездочка» на слова С. Сүрүн-оола, 1954)
- национальная опера «Чечен и Белекмаа» (1956—1965)
- авторский сборник «Торээн Тывам» (1963)
- хоровая «Аъдым» («Мой конь» на слова К. Черлиг-оола, 1965)
- первое произведение для симфонического оркестра — сюита «Чечектел-ле, Торээн черим»
- сборник «Частын аялгалары»(1969)
- ряд сюит и других сочинений для симфонического оркестра, в числе которых «Колхозная сюита» (1971)
- музыкальные комедии «Саян Далай» («Саянская русалка», 1975) и «Инчеек» (1976), «Дээрде кыс»
- вокально-симфоническая поэма «Ода освобождению» (1976)
- симфоническая поэма «Родные просторы» (1978)
- Сборник «Тайбын ишчи аялгалар» (1982)
- кантата «Мөнге чула» («Вечный огонь», 1985)
- вокально-хоровая сюита «Ода Победе» на стихи О. Сувакпита (1985) и др.